# Antônio de Siqueira de Mendonça
Nasceu por volta de 1611 e morreu em São Paulo em 1686. Era filho de Lourenço de Siqueira de Mendonça, morto em São Paulo em 1633, e de Margarida Rodrigues, filha de Garcia Rodrigues e Catarina Dias, morta em 1635.
Luís Gonzaga da Silva Leme descreve sua família no volume VII, página 482, de sua Genealogia Paulistana.  
Foi casado com Ana Vidal, morta em São Paulo em 1680, filha de Alonso Peres Cañamares e Maria Afonso.  Tiveram 12 filhos.
Foi potentado sertanista,  em 1665 juiz da Câmara de São Paulo, em 1675 procurador do conselho. Foi convidado para combater os índios anaiós em carta da Bahia datada de 20 de fevereiro de 1677. 
Um seu irmão, Lourenço de Siqueira de Mendonça, descrito por Silva Leme na mesma obra, mesmo volume,  na página 503, casou em 1647 com Maria Bueno,  filha de Jerônimo Bueno, o bandeirante morto na terra dos índios serranos em 1644 e de Clara Parente. Teve a Fazenda de Urubuapira e fez diversas entradas, a última saindo de São Paulo em setembro de 1665. Morreu no sertão, sendo inventariado em 1667.